# Don Thomson, Jr.
Pas d'image ? Cliquez ici
Don Thomson, Jr. est un pilote automobile de stock-car né à Ayr, Ontario (Canada) le 24 août 1962.

## Carrière
Principalement actif dans les séries CASCAR et  NASCAR Canadian Tire. Cinq fois champion de la CASCAR Super Series de 2001 à 2005, et deux fois champion de la CASCAR Eastern Series en 1999 et 2000. Il s’est retiré de la compétition à la fin de la saison 2011.
Intronisé au Canadian Motorsport Hall of Fame en 2015.

### CASCARSuper Series
| Année | Départs | Poles | Victoires | Top 5 | Top 10 |
| ----- | ------- | ----- | --------- | ----- | ------ |
| 2001  | 12      | 0     | 1         | 6     | 9      |
| 2002  | 12      | 3     | 2         | 8     | 9      |
| 2003  | 12      | 3     | 0         | 9     | 10     |
| 2004  | 12      | 8     | 1         | 10    | 12     |
| 2005  | 12      | 3     | 1         | 10    | 11     |
| 2006  | 11      | 2     | 1         | 5     | 8      |
| TOTAL | 71      | 19    | 7         | 48    | 59     |

### NASCAR Canadian Tire
| Année | Départs | Poles | Victoires | Top 5 | Top 10 |
| ----- | ------- | ----- | --------- | ----- | ------ |
| 2007  | 12      | 2     | 2         | 5     | 8      |
| 2008  | 13      | 7     | 2         | 8     | 10     |
| 2009  | 13      | 2     | 1         | 5     | 9      |
| 2010  | 13      | 0     | 1         | 9     | 11     |
| 2011  | 12      | 1     | 1         | 5     | 8      |
| TOTAL | 63      | 11    | 7         | 32    | 46     |

### NASCARNationwide
| Année | Départs | Poles | Victoires | Top 5 | Top 10 |
| ----- | ------- | ----- | --------- | ----- | ------ |
| 2008  | 1       | 0     | 0         | 0     | 0      |